# 圣莱热
圣莱热（法語：Saint-Léger，法語發音：[sɛ̃ leʒe] ⓘ；戈姆方言：Sint-Ldjir），又称戈姆地区圣莱热（法語：Saint-Léger-en-Gaume），是比利时瓦隆大区盧森堡省維爾通區的一个市镇，位于瑟穆瓦河畔，通行法语，是比利时法语社群的一部分，面积35.86平方千米，人口3,592人（2018年1月1日）。